# São Bento do Una
São Bento do Una este un oraș în Pernambuco (PE), Brazilia.